# Elecciones parlamentarias de Perú de 2026
Las elecciones parlamentarias de Perú de 2026 se llevarían a cabo el domingo 12 de abril de 2026 en todo el Perú, para elegir 60 representantes ante el Senado y 130 representantes ante la Cámara de Diputados, representativos de 27 distritos electorales. Fueron convocadas por la presidenta Dina Boluarte mediante Decreto Supremo N° 039-2025-PCM (25 de marzo de 2025). Será la primera elección para un Congreso bicameral desde las elecciones de 1990.

## Fondo
La representación del poder legislativo peruano entre 1829 y 1992 estuvo compuesto el Senado y la Cámara de Diputados desde la Constitución de 1828. La estructura bicameral del Congreso se mantuvo en todas las constituciones del Perú hasta 1992. El 5 de abril de 1992, ante la negativa del Congreso para concederle amplios poderes para legislar sin fiscalización, el presidente Fujimori ordenó el cierre del Congreso de la República y la intervención en otros organismos del Estado y medios de comunicación. Dada la presión internacional, Fujimori convocó a elecciones a un congreso constituyente, al que atribuyó poder para dictar una nueva constitución.
El Congreso de la República del Perú establecido por la Constitución de 1993 estuvo concebido como un sistema unicameral, compuesto por 120 congresistas (luego 130) representativos del país en distrito electoral único (luego, en 27 distritos electorales). Para ser elegido congresista, era requerido ser peruano de nacimiento, haber cumplido veinticinco años y gozar del derecho de sufragio. En 2018, se prohibió la reelección inmediata de congresistas. La estructura se mantuvo durante las siguientes elecciones parlamentarias, desde 1995 hasta 2021. El 6 de marzo de 2024, el Congreso aprobó la reforma constitucional que establecía la restitución del sistema bicameral, es decir, la restitución del Senado y la Cámara de Diputados.

## Sistema electoral
El Congreso de la República del Perú está concebido como un sistema bicameral imperfecto. Ambas cámaras mantienen la facultad legislativa pero el Senado tiene mayor poder legislativo que la Cámara de Diputados, con la capacidad de aprobar, modificar o rechazar las propuestas legislativas remitidas por la cámara baja, ejercer control sobre decretos legislativos, decretos de urgencia, tratados y los decretos de régimen de excepción y nombrar y separar a altos funcionarios del Estado. No obstante, la Cámara de Diputados posee algunas funciones exclusivas como interpelar o censurar al presidente del Consejo de Ministros o a los ministros por separado.
La votación se realiza en base al sufragio universal, que comprende a todos los ciudadanos nacionales mayores de dieciocho años, empadronados y residentes en el país o en el extranjero y en pleno goce de sus derechos políticos. Para ser elegido diputado, es requerido ser peruano de nacimiento, haber cumplido veinticinco años y gozar del derecho de sufragio. Para ser elegido senador, es requerido ser peruano de nacimiento, haber cumplido cuarenta y cinco años o haber sido congresista o diputado y gozar del derecho de sufragio. Existe la reelección inmediata para el mismo cargo. Los candidatos a presidente y vicepresidentes de la República pueden postular a senador o diputado.
Para la Cámara de Diputados, se asigna a cada circunscripción electoral un representante y se distribuye los escaños restantes en forma proporcional al número de electores, salvo el distrito electoral de Residentes en el Extranjero que elige de manera fija a dos representantes. El reparto de escaños en cada circunscripción se otorga mediante el método de la cifra repartidora con el método d'Hondt, con un doble voto preferencial opcional, también será la primera vez que el distrito electoral de Madre de Dios que pase a tener dos representantes.
Como resultado de la asignación antes mencionada, la distribución en las elecciones para la Cámara de Diputados es la siguiente:
| Escaños | Distritos electorales                                                                                             |  |
| 32      | Lima(–1) |  |
| 7       | La Libertad y Piura                                                                                               |  |
| 6       | Arequipa y Cajamarca                                                                                              |  |
| 5       | Áncash, Cusco, Junín, Lambayeque y Puno                                                                           |  |
| 4       | Callao, Ica, Lima Provincias, Loreto y San Martín                                                                 |  |
| 3       | Ayacucho, Huánuco y Ucayali                                                                                       |  |
| 2       | Amazonas, Apurímac, Huancavelica, Madre de Dios(+1), Moquegua, Pasco, Tacna, Tumbes y Residentes en el Extranjero |  |

Para el Senado, se asigna a cada circunscripción electoral un representante y se distribuye los escaños restantes en distrito electoral único nacional. Como resultado de la asignación antes mencionada, treinta (30) senadores son elegidos por los 27 distritos electorales, treinta (30) senadores son elegidos por distrito electoral único nacional.
Como resultado de la asignación antes mencionada, la distribución en las elecciones para el Senado es la siguiente:
| Escaños | Distritos electorales |  |
| 30      | Perú |  |
| 4       | Lima |  |
| 1       | Amazonas, Áncash, Apurímac, Arequipa, Ayacucho, Cajamarca, Callao, Cusco, Huancavelica, Huánuco, Ica, Junín, La Libertad, Lambayeque, Lima Provincias, Loreto, Madre de Dios, Moquegua, Pasco, Piura, Puno, San Martín, Tacna, Tumbes, Ucayali y Residentes en el Extranjero |  |

## Calendario
Las fechas clave se enumeran a continuación:
- 2025:
  - 25 de marzo: Convocatoria oficial de las elecciones generales
  - 12 de abril: Cierre del padrón electoral
  - 12 de abril: Plazo final para la inscripción de partidos políticos en el Registro de Organizaciones Políticas
  - 12 de mayo: Plazo final para la inscripción de las alianzas electorales en el Registro de Organizaciones Políticas
  - 3 de julio: Fecha límite para la presentación de solicitudes de inscripción de precandidatos ante los Jurados Electorales Especiales  para las elecciones primarias
  - 16 de noviembre: Elecciones primarias
  - 23 de diciembre: Plazo final para la inscripción de fórmulas y listas de candidatos

- 2026:
  - 12 de abril: Elecciones generales de Perú de 2026

## Composición parlamentaria
Las siguientes tablas muestran la composición del Congreso de la República electo en 2021 y antes de las elecciones:
| Grupos parlamentarios | Grupos parlamentarios                           | Partidos | Partidos | Esc. | Total |
| --------------------- | ----------------------------------------------- | -------- | -------- | ---- | ----- |
|                       | Grupo Parlamentario Perú Libre                  |          | PL       | 37   | 37    |
|                       | Grupo Parlamentario Fuerza Popular              |          | FP       | 24   | 24    |
|                       | Grupo Parlamentario Acción Popular              |          | AP       | 16   | 16    |
|                       | Grupo Parlamentario Alianza para el Progreso    |          | APP      | 15   | 15    |
|                       | Grupo Parlamentario Renovación Popular          |          | RP       | 13   | 13    |
|                       | Grupo Parlamentario Somos Perú - Partido Morado |          | SP       | 5    | 8     |
|                       | Grupo Parlamentario Somos Perú - Partido Morado | PM       | 3        |      | 8     |
|                       | Grupo Parlamentario Avanza País                 |          | AvP      | 7    | 7     |
|                       | Grupo Parlamentario Juntos por el Perú          |          | JP       | 3    | 5     |
|                       | Grupo Parlamentario Juntos por el Perú          | NP       | 2        |      | 5     |
|                       | Grupo Parlamentario Podemos Perú                |          | PP       | 5    | 5     |

| Grupos parlamentarios | Grupos parlamentarios                                           | Partidos | Partidos | Esc. | Total |
| --------------------- | --------------------------------------------------------------- | -------- | -------- | ---- | ----- |
|                       | Grupo Parlamentario Fuerza Popular                              |          | FP       | 21   | 21    |
|                       | Grupo Parlamentario Alianza para el Progreso                    |          | APP      | 11   | 14    |
|                       | Grupo Parlamentario Alianza para el Progreso                    | U        | 1        |      | 14    |
|                       | Grupo Parlamentario Alianza para el Progreso                    | IND      | 2        |      | 14    |
|                       | Grupo Parlamentario Podemos Perú                                |          | PP       | 9    | 13    |
|                       | Grupo Parlamentario Podemos Perú                                | IND      | 4        |      | 13    |
|                       | Grupo Parlamentario Perú Libre                                  |          | PL       | 10   | 11    |
|                       | Grupo Parlamentario Perú Libre                                  | AN       | 1        |      | 11    |
|                       | Grupo Parlamentario Renovación Popular                          |          | RP       | 10   | 11    |
|                       | Grupo Parlamentario Renovación Popular                          | IND      | 1        |      | 11    |
|                       | Grupo Parlamentario Acción Popular                              |          | AP       | 8    | 9     |
|                       | Grupo Parlamentario Acción Popular                              | IND      | 1        |      | 9     |
|                       | Grupo Parlamentario Juntos por el Perú - Voces del Pueblo       |          | JP       | 5    | 8     |
|                       | Grupo Parlamentario Juntos por el Perú - Voces del Pueblo       | VP       | 2        |      | 8     |
|                       | Grupo Parlamentario Juntos por el Perú - Voces del Pueblo       | IND      | 1        |      | 8     |
|                       | Grupo Parlamentario Bloque Magisterial de Concertación Nacional |          | SP       | 3    | 8     |
|                       | Grupo Parlamentario Bloque Magisterial de Concertación Nacional | NP       | 1        |      | 8     |
|                       | Grupo Parlamentario Bloque Magisterial de Concertación Nacional | Progr.   | 1        |      | 8     |
|                       | Grupo Parlamentario Bloque Magisterial de Concertación Nacional | IND      | 3        |      | 8     |
|                       | Grupo Parlamentario Avanza País                                 |          | AvP      | 6    | 7     |
|                       | Grupo Parlamentario Avanza País                                 | IND      | 1        |      | 7     |
|                       | Grupo Parlamentario Somos Perú                                  |          | SP       | 7    | 7     |
|                       | Grupo Parlamentario Bloque Democrático Popular                  |          | NP       | 2    | 5     |
|                       | Grupo Parlamentario Bloque Democrático Popular                  | PLG      | 1        |      | 5     |
|                       | Grupo Parlamentario Bloque Democrático Popular                  | COOP     | 1        |      | 5     |
|                       | Grupo Parlamentario Bloque Democrático Popular                  | IND      | 1        |      | 5     |
|                       | Grupo Parlamentario Bancada Socialista                          |          | ANTAURO  | 3    | 5     |
|                       | Grupo Parlamentario Bancada Socialista                          | IND      | 2        |      | 5     |
|                       | Grupo Parlamentario Honor y Democracia                          |          | IND      | 5    | 5     |
|                       | No agrupados                                                    |          | AP       | 2    | 6     |
|                       | No agrupados                                                    | JP       | 1        |      | 6     |
|                       | No agrupados                                                    | PLG      | 1        |      | 6     |
|                       | No agrupados                                                    | P        | 1        |      | 6     |
|                       | No agrupados                                                    | COOP     | 1        |      | 6     |

## Partidos y líderes
A continuación se muestra una lista de los partidos y alianzas electorales que participarían en las elecciones:
| Candidatura | Candidatura | Partidos y alianzas | Líderes | Líderes                          | Ideología                                                           | Resultado previo | Resultado previo | Ref. |
| Candidatura | Candidatura | Partidos y alianzas | Líderes | Líderes                          | Ideología                                                           | Votos (%)        | Esc.             | Ref. |
| ----------- | ----------- | --- | ------- | -------------------------------- | ------------------------------------------------------------------- | ---------------- | ---------------- | ---- |
|             | PL          | Lista - Perú Libre (PL) |         | Vladimir Cerrón Rojas            | Socialismo del siglo XXI Marxismo-leninismo Mariateguismo           | 13.41%           | 37               |      |
|             | FP          | Lista - Fuerza Popular (FP) |         | Keiko Fujimori Higuchi           | Fujimorismo Conservadurismo social Populismo de derecha             | 11.34%           | 24               |      |
|             | RP          | Lista - Renovación Popular (RP) |         | Rafael López-Aliaga Cazorla      | Ultraconservadurismo Fundamentalismo cristiano Populismo de derecha | 9.33%            | 13               |      |
|             | AP          | Lista - Acción Popular (AP) |         | Julio Chávez Chiong              | Partido atrapalotodo                                                | 9.02%            | 16               |      |
|             | APP         | Lista - Alianza para el Progreso (APP) |         | César Acuña Peralta              | Liberalismo económico Conservadurismo liberal Populismo de derecha  | 7.54%            | 15               |      |
|             | AvP         | Lista - Avanza País (AvP) |         | Aldo Borrero Rojas               | Conservadurismo liberal Neoliberalismo Populismo de derecha         | 7.54%            | 7                |      |
|             | JP          | Lista - Juntos por el Perú (JP) |         | Roberto Sánchez Palomino         | Socialismo democrático Progresismo                                  | 6.59%            | 5                |      |
|             | SP          | Lista - Somos Perú (SP) |         | Patricia Li Sotelo               | Democracia cristiana Conservadurismo social                         | 6.13%            | 5                |      |
|             | PP          | Lista - Podemos Perú (PP) |         | José Luna Gálvez                 | Conservadurismo social Populismo Nacionalismo                       | 5.83%            | 5                |      |
|             | PM          | Lista - Partido Morado (PM) |         | Luis Durán Rojo                  | Centrismo Republicanismo Progresismo                                | 5.42%            | 3                |      |
|             | Frepap      | Lista - Frente Popular Agrícola del Perú (Frepap)                                                                                         |         | Ezequiel Ataucusi Molina         | Israelismo Fundamentalismo cristiano Populismo                      | 4.58%            | 0                |      |
|             | UN          | Lista - Unidad Nacional (UN) – Partido Popular Cristiano (PPC) – Unidad y Paz (U) – Peruanos Unidos: ¡Somos Libres! (PU)                  |         | TBD                              | Conservadurismo social Populismo de derecha Liberalismo económico   | 1.65%            | 0                |      |
|             | APRA        | Lista - Partido Aprista Peruano (APRA) |         | Belén García Mendoza             | Aprismo Socialdemocracia Conservadurismo social                     | Nuevo            | Nuevo            |      |
|             | FE          | Lista - Frente de la Esperanza (FE) |         | Fernando Olivera Vega            | Reformismo Socialdemocracia                                         | Nuevo            | Nuevo            |      |
|             | PPP         | Lista - Partido Patriótico del Perú (PPP)                                                                                                 |         | Herbert Caller Gutiérrez         | Nacionalpopulismo Antiglobalismo Nativismo                          | Nuevo            | Nuevo            |      |
|             | PRIN        | Lista - Partido Regionalista de Integración Nacional (PRIN)                                                                               |         | Walter Chirinos Purizaga         | Regionalismo Partido atrapalotodo                                   | Nuevo            | Nuevo            |      |
|             | Fe          | Lista - Fe en el Perú (Fe) |         | Álvaro Paz de la Barra Freigeiro | Conservadurismo social Populismo de derecha                         | Nuevo            | Nuevo            |      |
|             | PDV         | Lista - Partido Demócrata Verde (PDV) |         | Álex Gonzáles Castillo           | Liberalismo económico Ecologismo                                    | Nuevo            | Nuevo            |      |
|             | PD          | Lista - Partido Demócrata Unido Perú (PD)                                                                                                 |         | Charlie Carrasco Salazar         | Democracia participativa Partido atrapalotodo                       | Nuevo            | Nuevo            |      |
|             | AN–S        | Lista - Ahora Nación (AN–S) – Ahora Nación (AN) – Salvemos al Perú (S)                                                                    |         | Alfonso López-Chau Nava          | Socioliberalismo Tercera vía Reformismo                             | Nuevo            | Nuevo            |      |
|             | LP          | Lista - Libertad Popular (LP) |         | Rafael Belaúnde Llosa            | Liberalismo clásico Reformismo Republicanismo                       | Nuevo            | Nuevo            |      |
|             | P           | Lista - Perú Moderno (P) |         | TBD                              | Partido atrapalotodo                                                | Nuevo            | Nuevo            |      |
|             | P1          | Lista - Perú Primero (P1) |         | TBD                              | Socioliberalismo Reformismo Descentralización                       | Nuevo            | Nuevo            |      |
|             | FTE         | Lista - Frente de los Trabajadores y Emprendedores (PTE–PLG) – Partido de los Trabajadores y Emprendedores (PTE) – Primero La Gente (PLG) |         | TBD                              | Socialdemocracia Mariateguismo Reformismo                           | Nuevo            | Nuevo            |      |
|             | PA          | Lista - Perú Acción (PA) |         | Francisco Diez Canseco Távara    | Conservadurismo social Democracia cristiana                         | Nuevo            | Nuevo            |      |
|             | SíCreo      | Lista - Partido SíCreo (SíCreo) |         | Carlos Espá Garcés-Alvear        | Democracia liberal Progresismo                                      | Nuevo            | Nuevo            |      |
|             | NP–VP       | Lista - Venceremos (NP–VP) – Nuevo Perú (NP) – Voces del Pueblo (VP)                                                                      |         | TBD                              | Progresismo Socialismo democrático Mariateguismo                    | Nuevo            | Nuevo            |      |
|             | P           | Lista - Progresemos (Progresemos) |         | Paul Jaimes Blanco               | Liberalismo Ecologismo Bienestar animal                             | Nuevo            | Nuevo            |      |
|             | OBRAS       | Lista - Partido Cívico OBRAS (OBRAS) |         | Ricardo Belmont Cassinelli       | Nacionalismo Populismo Proteccionismo                               | Nuevo            | Nuevo            |      |
|             | PPT         | Lista - País para Todos (PPT) |         | Vladimir Meza Villarreal         | Partido atrapalotodo                                                | Nuevo            | Nuevo            |      |
|             | PBG         | Lista - Partido del Buen Gobierno (PBG)                                                                                                   |         | Jorge Nieto Montesinos           | Liberalismo social Reformismo Humanismo                             | Nuevo            | Nuevo            |      |
|             | BP–FM       | Lista - Fuerza y Libertad (BP–FM) – Batalla Perú (BP) – Fuerza Moderna (FM)                                                               |         | TBD                              | Liberalismo económico Populismo de derecha                          | Nuevo            | Nuevo            |      |
|             | COOP        | Lista - Cooperación Popular (COOP) |         | Gabriela Maxi Velásquez          | Partido atrapalotodo Populismo de derecha                           | Nuevo            | Nuevo            |      |
|             | CPP         | Lista - Ciudadanos por el Perú (CPP) |         | Úrsula Quispe Fernández          | Partido atrapalotodo                                                | Nuevo            | Nuevo            |      |
|             | PDF         | Lista - Partido Democrático Federal (PDF)                                                                                                 |         | Virgilio Acuña Peralta           | Federalismo Populismo de derecha Partido atrapalotodo               | Nuevo            | Nuevo            |      |
|             | UCD         | Lista - Un Camino Diferente (UCD) |         | Arturo Fernández Bazán           | Partido atrapalotodo                                                | Nuevo            | Nuevo            |      |
|             | ID          | Lista - Integridad Democrática (ID) |         | Wolfgang Grozo Costa             | Partido atrapalotodo                                                | Nuevo            | Nuevo            |      |

## Resultados

### Cámara de Diputados
| |                                                      |              |              |              |         |         |
| Partidos y coaliciones                                                                                      | Partidos y coaliciones                               | Voto popular | Voto popular | Voto popular | Escaños | Escaños |
| Partidos y coaliciones                                                                                      | Partidos y coaliciones                               | Votos        | %            | ±pp          | Total   | +/−     |
| | Perú Libre (PL)                                      |              |              |              |         |         |
| | Fuerza Popular (FP)                                  |              |              |              |         |         |
| | Renovación Popular (RP)                              |              |              |              |         |         |
| | Acción Popular (AP)                                  |              |              |              |         |         |
| | Alianza para el Progreso (APP)                       |              |              |              |         |         |
| | Avanza País (AvP)                                    |              |              |              |         |         |
| | Juntos por el Perú (JP)                              |              |              |              |         |         |
| | Somos Perú (SP)                                      |              |              |              |         |         |
| | Podemos Perú (PP)                                    |              |              |              |         |         |
| | Partido Morado (PM)                                  |              |              |              |         |         |
| | Frente Popular Agrícola del Perú (Frepap)            |              |              |              |         |         |
| | Unidad Nacional (PPC–U–PU)1                          |              |              |              |         |         |
| | Partido Aprista Peruano (APRA)                       |              |              | n/a          |         |         |
| | Frente de la Esperanza (FE)                          |              |              | Nuevo        |         |         |
| | Partido Patriótico del Perú (PPP)                    |              |              | Nuevo        |         |         |
| | Partido Regionalista de Integración Nacional (PRIN)  |              |              | Nuevo        |         |         |
| | Fe en el Perú (Fe)                                   |              |              | Nuevo        |         |         |
| | Partido Demócrata Verde (PDV)                        |              |              | Nuevo        |         |         |
| | Partido Demócrata Unido Perú (PD)                    |              |              | Nuevo        |         |         |
| | Ahora Nación (AN–S)                                  |              |              | Nuevo        |         |         |
| | Libertad Popular (LP)                                |              |              | Nuevo        |         |         |
| | Perú Moderno (P)                                     |              |              | Nuevo        |         |         |
| | Perú Primero (P1)                                    |              |              | Nuevo        |         |         |
| | Frente de los Trabajadores y Emprendedores (PTE–PLG) |              |              | Nuevo        |         |         |
| | Perú Acción (PA)                                     |              |              | Nuevo        |         |         |
| | Partido SíCreo (SíCreo)                              |              |              | Nuevo        |         |         |
| | Venceremos (NP–VP)                                   |              |              | Nuevo        |         |         |
| | Progresemos (Progresemos)                            |              |              | Nuevo        |         |         |
| | Partido Cívico OBRAS (OBRAS)                         |              |              | Nuevo        |         |         |
| | País para Todos (PPT)                                |              |              | Nuevo        |         |         |
| | Partido del Buen Gobierno (PBG)                      |              |              | Nuevo        |         |         |
| | Fuerza y Libertad (BP–FM)                            |              |              | Nuevo        |         |         |
| | Cooperación Popular (COOP)                           |              |              | Nuevo        |         |         |
| | Ciudadanos por el Perú (CPP)                         |              |              | Nuevo        |         |         |
| | Partido Democrático Federal (PDF)                    |              |              | Nuevo        |         |         |
| | Un Camino Diferente (UCD)                            |              |              | Nuevo        |         |         |
| | Integridad Democrática (ID)                          |              |              | Nuevo        |         |         |
| |                                                      |              |              |              |         |         |
| Total | Total                                                |              |              |              | 130     | ±0      |
| |                                                      |              |              |              |         |         |
| Votos válidos                                                                                               |                                                      |              |              |              |         |         |
| Votos en blanco                                                                                             |                                                      |              |              |              |         |         |
| Votos nulos                                                                                                 |                                                      |              |              |              |         |         |
| Votos emitidos                                                                                              |                                                      |              |              |              |         |         |
| Abstenciones                                                                                                |                                                      |              |              |              |         |         |
| Votantes registrados                                                                                        |                                                      |              |              |              |         |         |
| |                                                      |              |              |              |         |         |
| Fuente: |                                                      |              |              |              |         |         |
| Notas al pie: 1 Comparado con los resultados del Partido Popular Cristiano (PPC) en las elecciones de 2021. |                                                      |              |              |              |         |         |
| Notas al pie:                                                                                               |                                                      |              |              |              |         |         |
| 1 Comparado con los resultados del Partido Popular Cristiano (PPC) en las elecciones de 2021.               |                                                      |              |              |              |         |         |

| \| Voto popular \| Voto popular \| Voto popular \| Voto popular \| Voto popular \| \| ------------ \| ------------ \| ------------ \| ------------ \| ------------ \| \| \| \| \| \| \| \| PL \| PL \| \| 0.00 % \| 0.00 % \| \| FP \| FP \| \| 0.00 % \| 0.00 % \| \| RP \| RP \| \| 0.00 % \| 0.00 % \| \| AP \| AP \| \| 0.00 % \| 0.00 % \| \| APP \| APP \| \| 0.00 % \| 0.00 % \| \| AvP \| AvP \| \| 0.00 % \| 0.00 % \| \| JP \| JP \| \| 0.00 % \| 0.00 % \| \| SP \| SP \| \| 0.00 % \| 0.00 % \| \| PP \| PP \| \| 0.00 % \| 0.00 % \| \| PM \| PM \| \| 0.00 % \| 0.00 % \| \| Frepap \| Frepap \| \| 0.00 % \| 0.00 % \| \| PPC \| PPC \| \| 0.00 % \| 0.00 % \| |        |  |        |        |
| Voto popular |        |  |        |        |
| |        |  |        |        |
| PL | PL     |  | 0.00 % | 0.00 % |
| FP | FP     |  | 0.00 % | 0.00 % |
| RP | RP     |  | 0.00 % | 0.00 % |
| AP | AP     |  | 0.00 % | 0.00 % |
| APP | APP    |  | 0.00 % | 0.00 % |
| AvP | AvP    |  | 0.00 % | 0.00 % |
| JP | JP     |  | 0.00 % | 0.00 % |
| SP | SP     |  | 0.00 % | 0.00 % |
| PP | PP     |  | 0.00 % | 0.00 % |
| PM | PM     |  | 0.00 % | 0.00 % |
| Frepap | Frepap |  | 0.00 % | 0.00 % |
| PPC | PPC    |  | 0.00 % | 0.00 % |

| \| Escaños \| Escaños \| Escaños \| Escaños \| Escaños \| \| ------- \| ------- \| ------- \| ------- \| ------- \| \| \| \| \| \| \| \| PL \| PL \| \| 0.00 % \| 0.00 % \| \| FP \| FP \| \| 0.00 % \| 0.00 % \| \| RP \| RP \| \| 0.00 % \| 0.00 % \| \| AP \| AP \| \| 0.00 % \| 0.00 % \| \| APP \| APP \| \| 0.00 % \| 0.00 % \| \| AvP \| AvP \| \| 0.00 % \| 0.00 % \| \| JP \| JP \| \| 0.00 % \| 0.00 % \| \| SP \| SP \| \| 0.00 % \| 0.00 % \| \| PP \| PP \| \| 0.00 % \| 0.00 % \| \| PM \| PM \| \| 0.00 % \| 0.00 % \| \| Frepap \| Frepap \| \| 0.00 % \| 0.00 % \| \| PPC \| PPC \| \| 0.00 % \| 0.00 % \| |        |  |        |        |
| Escaños |        |  |        |        |
| |        |  |        |        |
| PL | PL     |  | 0.00 % | 0.00 % |
| FP | FP     |  | 0.00 % | 0.00 % |
| RP | RP     |  | 0.00 % | 0.00 % |
| AP | AP     |  | 0.00 % | 0.00 % |
| APP | APP    |  | 0.00 % | 0.00 % |
| AvP | AvP    |  | 0.00 % | 0.00 % |
| JP | JP     |  | 0.00 % | 0.00 % |
| SP | SP     |  | 0.00 % | 0.00 % |
| PP | PP     |  | 0.00 % | 0.00 % |
| PM | PM     |  | 0.00 % | 0.00 % |
| Frepap | Frepap |  | 0.00 % | 0.00 % |
| PPC | PPC    |  | 0.00 % | 0.00 % |

#### Resultados por circunscripción
| Circunscripción | PL       | PL | FP | FP | RP | RP | AP | AP | APP | APP | AvP | AvP | JP | JP | SP | SP | PP | PP | PM | PM |
| Circunscripción | %        | E  | %  | E  | %  | E  | %  | E  | %   | E   | %   | E   | %  | E  | %  | E  | %  | E  | %  | E  |
| --------------- | -------- | -- | -- | -- | -- | -- | -- | -- | --- | --- | --- | --- | -- | -- | -- | -- | -- | -- | -- | -- |
| Circunscripción | Amazonas |    |    |    |    |    |    |    |     |     |     |     |    |    |    |    |    |    |    |    |
| Áncash          |          |    |    |    |    |    |    |    |     |     |     |     |    |    |    |    |    |    |    |    |
| Apurímac        |          |    |    |    |    |    |    |    |     |     |     |     |    |    |    |    |    |    |    |    |
| Arequipa        |          |    |    |    |    |    |    |    |     |     |     |     |    |    |    |    |    |    |    |    |
| Ayacucho        |          |    |    |    |    |    |    |    |     |     |     |     |    |    |    |    |    |    |    |    |
| Cajamarca       |          |    |    |    |    |    |    |    |     |     |     |     |    |    |    |    |    |    |    |    |
| Callao          |          |    |    |    |    |    |    |    |     |     |     |     |    |    |    |    |    |    |    |    |
| Cusco           |          |    |    |    |    |    |    |    |     |     |     |     |    |    |    |    |    |    |    |    |
| Huancavelica    |          |    |    |    |    |    |    |    |     |     |     |     |    |    |    |    |    |    |    |    |
| Huánuco         |          |    |    |    |    |    |    |    |     |     |     |     |    |    |    |    |    |    |    |    |
| Ica             |          |    |    |    |    |    |    |    |     |     |     |     |    |    |    |    |    |    |    |    |
| Junín           |          |    |    |    |    |    |    |    |     |     |     |     |    |    |    |    |    |    |    |    |
| La Libertad     |          |    |    |    |    |    |    |    |     |     |     |     |    |    |    |    |    |    |    |    |
| Lambayeque      |          |    |    |    |    |    |    |    |     |     |     |     |    |    |    |    |    |    |    |    |
| Lima            |          |    |    |    |    |    |    |    |     |     |     |     |    |    |    |    |    |    |    |    |
| Lima Provincias |          |    |    |    |    |    |    |    |     |     |     |     |    |    |    |    |    |    |    |    |
| Loreto          |          |    |    |    |    |    |    |    |     |     |     |     |    |    |    |    |    |    |    |    |
| Madre de Dios   |          |    |    |    |    |    |    |    |     |     |     |     |    |    |    |    |    |    |    |    |
| Moquegua        |          |    |    |    |    |    |    |    |     |     |     |     |    |    |    |    |    |    |    |    |
| Pasco           |          |    |    |    |    |    |    |    |     |     |     |     |    |    |    |    |    |    |    |    |
| Piura           |          |    |    |    |    |    |    |    |     |     |     |     |    |    |    |    |    |    |    |    |
| Puno            |          |    |    |    |    |    |    |    |     |     |     |     |    |    |    |    |    |    |    |    |
| San Martín      |          |    |    |    |    |    |    |    |     |     |     |     |    |    |    |    |    |    |    |    |
| Tacna           |          |    |    |    |    |    |    |    |     |     |     |     |    |    |    |    |    |    |    |    |
| Tumbes          |          |    |    |    |    |    |    |    |     |     |     |     |    |    |    |    |    |    |    |    |
| Ucayali         |          |    |    |    |    |    |    |    |     |     |     |     |    |    |    |    |    |    |    |    |
| Extranjero      |          |    |    |    |    |    |    |    |     |     |     |     |    |    |    |    |    |    |    |    |
| Total           |          |    |    |    |    |    |    |    |     |     |     |     |    |    |    |    |    |    |    |    |

### Senado
|                        |                                                      |                         |                         |                         |                         |                         |                             |                             |                             |                             |                             |
| Partidos y coaliciones | Partidos y coaliciones                               | Distrito nacional único | Distrito nacional único | Distrito nacional único | Distrito nacional único | Distrito nacional único | Distrito electoral múltiple | Distrito electoral múltiple | Distrito electoral múltiple | Distrito electoral múltiple | Distrito electoral múltiple |
| Partidos y coaliciones | Partidos y coaliciones                               | Voto popular            | Voto popular            | Voto popular            | Escaños                 | Escaños                 | Voto popular                | Voto popular                | Voto popular                | Escaños                     | Escaños                     |
| Partidos y coaliciones | Partidos y coaliciones                               | Votos                   | %                       | ±pp                     | Total                   | +/−                     | Votos                       | %                           | ±pp                         | Total                       | +/−                         |
|                        | Perú Libre (PL)                                      |                         |                         | n/a                     |                         | n/a                     |                             |                             | n/a                         |                             | n/a                         |
|                        | Fuerza Popular (FP)                                  |                         |                         | n/a                     |                         | n/a                     |                             |                             | n/a                         |                             | n/a                         |
|                        | Renovación Popular (RP)                              |                         |                         | n/a                     |                         | n/a                     |                             |                             | n/a                         |                             | n/a                         |
|                        | Acción Popular (AP)                                  |                         |                         | n/a                     |                         | n/a                     |                             |                             | n/a                         |                             | n/a                         |
|                        | Alianza para el Progreso (APP)                       |                         |                         | n/a                     |                         | n/a                     |                             |                             | n/a                         |                             | n/a                         |
|                        | Avanza País (AvP)                                    |                         |                         | n/a                     |                         | n/a                     |                             |                             | n/a                         |                             | n/a                         |
|                        | Juntos por el Perú (JP)                              |                         |                         | n/a                     |                         | n/a                     |                             |                             | n/a                         |                             | n/a                         |
|                        | Somos Perú (SP)                                      |                         |                         | n/a                     |                         | n/a                     |                             |                             | n/a                         |                             | n/a                         |
|                        | Podemos Perú (PP)                                    |                         |                         | n/a                     |                         | n/a                     |                             |                             | n/a                         |                             | n/a                         |
|                        | Partido Morado (PM)                                  |                         |                         | n/a                     |                         | n/a                     |                             |                             | n/a                         |                             | n/a                         |
|                        | Frente Popular Agrícola del Perú (Frepap)            |                         |                         | n/a                     |                         | n/a                     |                             |                             | n/a                         |                             | n/a                         |
|                        | Unidad Nacional (PPC–U–PU)                           |                         |                         | n/a                     |                         | n/a                     |                             |                             | n/a                         |                             | n/a                         |
|                        | Partido Aprista Peruano (APRA)                       |                         |                         | n/a                     |                         | n/a                     |                             |                             | n/a                         |                             | n/a                         |
|                        | Frente de la Esperanza (FE)                          |                         |                         | n/a                     |                         | n/a                     |                             |                             | n/a                         |                             | n/a                         |
|                        | Partido Patriótico del Perú (PPP)                    |                         |                         | n/a                     |                         | n/a                     |                             |                             | n/a                         |                             | n/a                         |
|                        | Partido Regionalista de Integración Nacional (PRIN)  |                         |                         | n/a                     |                         | n/a                     |                             |                             | n/a                         |                             | n/a                         |
|                        | Fe en el Perú (Fe)                                   |                         |                         | n/a                     |                         | n/a                     |                             |                             | n/a                         |                             | n/a                         |
|                        | Partido Demócrata Verde (PDV)                        |                         |                         | n/a                     |                         | n/a                     |                             |                             | n/a                         |                             | n/a                         |
|                        | Partido Demócrata Unido Perú (UP)                    |                         |                         | n/a                     |                         | n/a                     |                             |                             | n/a                         |                             | n/a                         |
|                        | Ahora Nación (AN–S)                                  |                         |                         | n/a                     |                         | n/a                     |                             |                             | n/a                         |                             | n/a                         |
|                        | Libertad Popular (LP)                                |                         |                         | n/a                     |                         | n/a                     |                             |                             | n/a                         |                             | n/a                         |
|                        | Perú Moderno (PM)                                    |                         |                         | n/a                     |                         | n/a                     |                             |                             | n/a                         |                             | n/a                         |
|                        | Perú Primero (P1)                                    |                         |                         | n/a                     |                         | n/a                     |                             |                             | n/a                         |                             | n/a                         |
|                        | Frente de los Trabajadores y Emprendedores (PTE–PLG) |                         |                         | n/a                     |                         | n/a                     |                             |                             | n/a                         |                             | n/a                         |
|                        | Perú Acción (PA)                                     |                         |                         | n/a                     |                         | n/a                     |                             |                             | n/a                         |                             | n/a                         |
|                        | Partido SíCreo (SíCreo)                              |                         |                         | n/a                     |                         | n/a                     |                             |                             | n/a                         |                             | n/a                         |
|                        | Venceremos (NP–VP)                                   |                         |                         | n/a                     |                         | n/a                     |                             |                             | n/a                         |                             | n/a                         |
|                        | Progresemos (Progresemos)                            |                         |                         | n/a                     |                         | n/a                     |                             |                             | n/a                         |                             | n/a                         |
|                        | Partido Cívico OBRAS (OBRAS)                         |                         |                         | n/a                     |                         | n/a                     |                             |                             | n/a                         |                             | n/a                         |
|                        | País para Todos (PPT)                                |                         |                         | n/a                     |                         | n/a                     |                             |                             | n/a                         |                             | n/a                         |
|                        | Partido del Buen Gobierno (PBG)                      |                         |                         | n/a                     |                         | n/a                     |                             |                             | n/a                         |                             | n/a                         |
|                        | Fuerza y Libertad (BP–FM)                            |                         |                         | n/a                     |                         | n/a                     |                             |                             | n/a                         |                             | n/a                         |
|                        | Cooperación Popular (COOP)                           |                         |                         | n/a                     |                         | n/a                     |                             |                             | n/a                         |                             | n/a                         |
|                        | Ciudadanos por el Perú (CPP)                         |                         |                         | n/a                     |                         | n/a                     |                             |                             | n/a                         |                             | n/a                         |
|                        | Partido Democrático Federal (PDF)                    |                         |                         | n/a                     |                         | n/a                     |                             |                             | n/a                         |                             | n/a                         |
|                        | Un Camino Diferente (UCD)                            |                         |                         | n/a                     |                         | n/a                     |                             |                             | n/a                         |                             | n/a                         |
|                        | Integridad Democrática (ID)                          |                         |                         | n/a                     |                         | n/a                     |                             |                             | n/a                         |                             | n/a                         |
|                        |                                                      |                         |                         |                         |                         |                         |                             |                             |                             |                             |                             |
| Total                  | Total                                                |                         |                         |                         | 30                      | n/a                     |                             |                             |                             | 30                          | n/a                         |
|                        |                                                      |                         |                         |                         |                         |                         |                             |                             |                             |                             |                             |
| Votos válidos          | Votos válidos                                        |                         |                         | n/a                     |                         |                         |                             |                             | n/a                         |                             |                             |
| Votos en blanco        | Votos en blanco                                      |                         |                         | n/a                     |                         |                         | n/a                         |                             |                             |                             |                             |
| Votos nulos            | Votos nulos                                          |                         |                         | n/a                     |                         |                         | n/a                         |                             |                             |                             |                             |
| Votos emitidos         | Votos emitidos                                       |                         |                         | n/a                     |                         |                         | n/a                         |                             |                             |                             |                             |
| Abstenciones           | Abstenciones                                         |                         |                         | n/a                     |                         |                         | n/a                         |                             |                             |                             |                             |
| Votantes registrados   |                                                      |                         |                         |                         |                         |                         |                             |                             |                             |                             |                             |
|                        |                                                      |                         |                         |                         |                         |                         |                             |                             |                             |                             |                             |
| Fuente:                |                                                      |                         |                         |                         |                         |                         |                             |                             |                             |                             |                             |

| \| Voto popular nacional \| Voto popular nacional \| Voto popular nacional \| Voto popular nacional \| Voto popular nacional \| \| --------------------- \| --------------------- \| --------------------- \| --------------------- \| --------------------- \| \| \| \| \| \| \| \| PL \| PL \| \| 0.00 % \| 0.00 % \| \| FP \| FP \| \| 0.00 % \| 0.00 % \| \| RP \| RP \| \| 0.00 % \| 0.00 % \| \| AP \| AP \| \| 0.00 % \| 0.00 % \| \| APP \| APP \| \| 0.00 % \| 0.00 % \| \| AvP \| AvP \| \| 0.00 % \| 0.00 % \| \| JP \| JP \| \| 0.00 % \| 0.00 % \| \| SP \| SP \| \| 0.00 % \| 0.00 % \| \| PP \| PP \| \| 0.00 % \| 0.00 % \| \| PM \| PM \| \| 0.00 % \| 0.00 % \| \| Frepap \| Frepap \| \| 0.00 % \| 0.00 % \| \| PPC \| PPC \| \| 0.00 % \| 0.00 % \| |        |  |        |        |
| Voto popular nacional |        |  |        |        |
| |        |  |        |        |
| PL | PL     |  | 0.00 % | 0.00 % |
| FP | FP     |  | 0.00 % | 0.00 % |
| RP | RP     |  | 0.00 % | 0.00 % |
| AP | AP     |  | 0.00 % | 0.00 % |
| APP | APP    |  | 0.00 % | 0.00 % |
| AvP | AvP    |  | 0.00 % | 0.00 % |
| JP | JP     |  | 0.00 % | 0.00 % |
| SP | SP     |  | 0.00 % | 0.00 % |
| PP | PP     |  | 0.00 % | 0.00 % |
| PM | PM     |  | 0.00 % | 0.00 % |
| Frepap | Frepap |  | 0.00 % | 0.00 % |
| PPC | PPC    |  | 0.00 % | 0.00 % |

| \| Escaños \| Escaños \| Escaños \| Escaños \| Escaños \| \| ------- \| ------- \| ------- \| ------- \| ------- \| \| \| \| \| \| \| \| PL \| PL \| \| 0.00 % \| 0.00 % \| \| FP \| FP \| \| 0.00 % \| 0.00 % \| \| RP \| RP \| \| 0.00 % \| 0.00 % \| \| AP \| AP \| \| 0.00 % \| 0.00 % \| \| APP \| APP \| \| 0.00 % \| 0.00 % \| \| AvP \| AvP \| \| 0.00 % \| 0.00 % \| \| JP \| JP \| \| 0.00 % \| 0.00 % \| \| SP \| SP \| \| 0.00 % \| 0.00 % \| \| PP \| PP \| \| 0.00 % \| 0.00 % \| \| PM \| PM \| \| 0.00 % \| 0.00 % \| \| Frepap \| Frepap \| \| 0.00 % \| 0.00 % \| \| PPC \| PPC \| \| 0.00 % \| 0.00 % \| |        |  |        |        |
| Escaños |        |  |        |        |
| |        |  |        |        |
| PL | PL     |  | 0.00 % | 0.00 % |
| FP | FP     |  | 0.00 % | 0.00 % |
| RP | RP     |  | 0.00 % | 0.00 % |
| AP | AP     |  | 0.00 % | 0.00 % |
| APP | APP    |  | 0.00 % | 0.00 % |
| AvP | AvP    |  | 0.00 % | 0.00 % |
| JP | JP     |  | 0.00 % | 0.00 % |
| SP | SP     |  | 0.00 % | 0.00 % |
| PP | PP     |  | 0.00 % | 0.00 % |
| PM | PM     |  | 0.00 % | 0.00 % |
| Frepap | Frepap |  | 0.00 % | 0.00 % |
| PPC | PPC    |  | 0.00 % | 0.00 % |

#### Resultados por circunscripción
| Circunscripción             | PL       | PL | FP | FP | RP | RP | AP | AP | APP | APP | AvP | AvP | JP | JP | SP | SP | PP | PP | PM | PM |
| Circunscripción             | %        | E  | %  | E  | %  | E  | %  | E  | %   | E   | %   | E   | %  | E  | %  | E  | %  | E  | %  | E  |
| --------------------------- | -------- | -- | -- | -- | -- | -- | -- | -- | --- | --- | --- | --- | -- | -- | -- | -- | -- | -- | -- | -- |
| Circunscripción             | Amazonas |    |    |    |    |    |    |    |     |     |     |     |    |    |    |    |    |    |    |    |
| Áncash                      |          |    |    |    |    |    |    |    |     |     |     |     |    |    |    |    |    |    |    |    |
| Apurímac                    |          |    |    |    |    |    |    |    |     |     |     |     |    |    |    |    |    |    |    |    |
| Arequipa                    |          |    |    |    |    |    |    |    |     |     |     |     |    |    |    |    |    |    |    |    |
| Ayacucho                    |          |    |    |    |    |    |    |    |     |     |     |     |    |    |    |    |    |    |    |    |
| Cajamarca                   |          |    |    |    |    |    |    |    |     |     |     |     |    |    |    |    |    |    |    |    |
| Callao                      |          |    |    |    |    |    |    |    |     |     |     |     |    |    |    |    |    |    |    |    |
| Cusco                       |          |    |    |    |    |    |    |    |     |     |     |     |    |    |    |    |    |    |    |    |
| Huancavelica                |          |    |    |    |    |    |    |    |     |     |     |     |    |    |    |    |    |    |    |    |
| Huánuco                     |          |    |    |    |    |    |    |    |     |     |     |     |    |    |    |    |    |    |    |    |
| Ica                         |          |    |    |    |    |    |    |    |     |     |     |     |    |    |    |    |    |    |    |    |
| Junín                       |          |    |    |    |    |    |    |    |     |     |     |     |    |    |    |    |    |    |    |    |
| La Libertad                 |          |    |    |    |    |    |    |    |     |     |     |     |    |    |    |    |    |    |    |    |
| Lambayeque                  |          |    |    |    |    |    |    |    |     |     |     |     |    |    |    |    |    |    |    |    |
| Lima                        |          |    |    |    |    |    |    |    |     |     |     |     |    |    |    |    |    |    |    |    |
| Lima Provincias             |          |    |    |    |    |    |    |    |     |     |     |     |    |    |    |    |    |    |    |    |
| Loreto                      |          |    |    |    |    |    |    |    |     |     |     |     |    |    |    |    |    |    |    |    |
| Madre de Dios               |          |    |    |    |    |    |    |    |     |     |     |     |    |    |    |    |    |    |    |    |
| Moquegua                    |          |    |    |    |    |    |    |    |     |     |     |     |    |    |    |    |    |    |    |    |
| Pasco                       |          |    |    |    |    |    |    |    |     |     |     |     |    |    |    |    |    |    |    |    |
| Piura                       |          |    |    |    |    |    |    |    |     |     |     |     |    |    |    |    |    |    |    |    |
| Puno                        |          |    |    |    |    |    |    |    |     |     |     |     |    |    |    |    |    |    |    |    |
| San Martín                  |          |    |    |    |    |    |    |    |     |     |     |     |    |    |    |    |    |    |    |    |
| Tacna                       |          |    |    |    |    |    |    |    |     |     |     |     |    |    |    |    |    |    |    |    |
| Tumbes                      |          |    |    |    |    |    |    |    |     |     |     |     |    |    |    |    |    |    |    |    |
| Ucayali                     |          |    |    |    |    |    |    |    |     |     |     |     |    |    |    |    |    |    |    |    |
| Extranjero                  |          |    |    |    |    |    |    |    |     |     |     |     |    |    |    |    |    |    |    |    |
| Distrito electoral múltiple |          |    |    |    |    |    |    |    |     |     |     |     |    |    |    |    |    |    |    |    |
| Distrito nacional único     |          |    |    |    |    |    |    |    |     |     |     |     |    |    |    |    |    |    |    |    |